# 若鮎
若鮎（わかあゆ）とは、カステラ生地で主に求肥を包んだ和菓子。鮎菓子、稚鮎、登り鮎、かつら鮎などとも呼ばれる。

## 概要
鮎の形を模した和菓子で、岐阜県や京都府の銘菓として知られている。薄く楕円形に焼いたカステラで求肥などを包んで整形し、鮎の顔と尾鰭をイメージした焼印をつける。同様の和菓子は各地で製造されており、京都府や岐阜県のものは中身に求肥のみを入れるが、関東のものは求肥と小豆餡が包まれる。
原型となったのは岡山県発祥の「調布」と呼ばれる和菓子と考えられ、若鮎自体も「調布」に含まれる場合もある。発祥地は定かではないが、岐阜県や京都府あるいは愛知県が挙げられることが多い。一説には、京都と東京で修行した菓子職人が1908年に岐阜市で創業する際に考案し、岐阜市の他店にも製造方法を伝えることで広まったとされている。
かつては6月の鮎漁の解禁にあわせて初夏の時期に売り出されていたが、岐阜県では近年は通年販売されている。夏以外の季節には鮎以外の形状・名称で販売される例もあるが、岐阜県では特に求肥や生地に味付けをした独自の商品も販売されている。
2010年には、岐阜市内の和菓子メーカーにより若鮎をモチーフとした「ひあゆ丸」というゆるキャラが誕生した。